# Mauro Asplanato
Mauro Asplanato Cremella (Montevideo, Uruguay, 30 de octubre de 1992) es un futbolista uruguayo que se desempeña como portero en Tacuarembó Fútbol Club, un equipo de la    segunda  división uruguaya.

## Carrera
Su carrera como futbolista se inició en el fútbol amateur de la ciudad de Tacuarembó, Uruguay, donde defendió la camiseta del Club Atlético Oriental (Tacuarembó) en las divisiones juveniles. Luego de una destacada actuación en la divisional Sub-17, pasó a ser parte de las inferiores de Tacuarembó Fútbol Club, el mismo cuadro en el cual milita en la actualidad.

## Clubes
| Club                   | País    | Año  |
| ---------------------- | ------- | ---- |
| Tacuarembó Fútbol Club | Uruguay | 2010 |